# Por amar sin ley
Por amar sin ley è una telenovela messicana trasmessa su Las Estrellas dal 12 febbraio 2018 al 5 luglio 2019. È un remake della telenovela colombiana Le leggi del cuore.

## Trama
La serie segue la vita di un gruppo di avvocati che lavorano per la ditta Vega y Asociados fondata da Alonso Vega (Guillermo García Cantú). I personaggi principali sono Alejandra (Ana Brenda Contreras), Ricardo (David Zepeda) e Carlos (Julián Gil). Dopo che la polizia ha imprigionato Carlos per la morte di una prostituta, Alejandra inizia a lavorare per Vega y Asociados e inizia ad essere attratto da Ricardo, ma Carlos, dopo aver visto questo, decide di fare tutto il possibile per separarli insieme con l'aiuto di Elena (Geraldine Bazán). D'altra parte ci sono Victoria (Altair Jarabo) e Roberto (José María Torre Hütt), Roberto cerca di sedurla, ma lei rifiuta di cadere nel suo gioco, Benjamín (Pablo Valentín) e Leticia (Eva Cedeño), due ambiziosi avvocati che sono amanti, Olivia (Ilithya Manzanilla) che è follemente innamorata di Leonardo (Manuel Balbi), ma ha solo occhi per il suo lavoro, Gustavo (Sergio Basañez), che dopo una cattiva decisione finisce il suo matrimonio, e Juan López (Víctor García), un avvocato che ammira la ditta Vega y Asociados e desidera ottenere una posizione in quello studio legale.

## Personaggi
- Alejandra Ponce Ruiz, interpretata da Ana Brenda Contreras
- Ricardo Bustamante, interpretato da David Zepeda
- Carlos Ibarra, interpretato da Julián Gil
- Roberto Morelli, interpretato da José María Torre Hütt
- Gustavo Soto, interpretato da Sergio Basañez
- Victoria Escalante, interpretata da Altair Jarabo
- Alonso Vega, interpretato da Guillermo García Cantú
- Benjamín Acosta, interpretato da Pablo Valentín
- Olivia Suárez, interpretata da Ilithya Manzanilla
- Elena Fernández, interpretata da Geraldine Bazán
- Alan Páez, interpretato da Moisés Arizmendi
- Leonardo Morán, interpretato da Manuel Balbi
- Juan López, interpretato da Víctor García
- Leticia Jara, interpretata da Eva Cedeño
- Paula Ruiz, interpretata da Azela Robinson
- Jaime Ponce, interpretato da Roberto Ballesteros
- Susana de López, interpretata da Leticia Perdigón
- Isabel Palacios, interpretata da Issabela Camil
- Carmen, interpretata da Arlette Pacheco
- Sonia, interpretata da Magda Karina
- Tatiana Medina, interpretata da Nataly Umaña
- Lourdes, interpretata da Lourdes Munguía
- Alicia, interpretata da Polly
- Fernanda, interpretata da Daniela Álvarez

## Puntate
| Stagione         | Puntate | Prima TV Messico |
| ---------------- | ------- | ---------------- |
| Prima stagione   | 92      | 2018             |
| Seconda stagione | 91      | 2019             |

## Distribuzioni internazionali
| Paese       | Canale/i  | Prima TV assoluta | Titolo           |
| ----------- | --------- | ----------------- | ---------------- |
| Stati Uniti | Univision | 2018-2019         | Por amar sin ley |